# Neolophonotus seymourae
Neolophonotus seymourae là một loài ruồi trong họ Asilidae. Neolophonotus seymourae được Londt miêu tả năm 1986. Loài này phân bố ở vùng nhiệt đới châu Phi.